# 히가시후세촌
히가시후세촌(東布施村)은 도야마현 시모니카와군에 있던 촌이다.  후세강 동쪽에 위치해 있었기 때문에 히가시후세촌으로 불리게 되었다.

## 역사
- 1889년 4월 1일 - 정촌제 시행에 의해 시모니카와군 히가시후세촌이 성립하였다.
- 1953년 4월 1일 - 사쿠라이정에 편입되었다..

## 참고문헌
- 『市町村名変遷辞典』東京堂出版、1990年。